# مجلس العلوم (ألمانيا)

شعار مجلس العلوم

مجلس العلوم (بالألمانية: Wissenschaftsrat) يعتبر أهم هيئة استشارية معنية بالسياسات الخاصة بالعلوم في ألمانيا. وقد تأسس المجلس في 5 سبتمبر 1957، وتتمثل مهمته الأساسية في تقديم المشورة والتوصيات اللازمة للحكومة الاتحادية وحكومات الولايات الألمانية فيما يتعلق بقضايا التطوير الجوهري والهيكلي لنظام التعليم العالي، بالإضافة إلى التمويل الحكومي للمؤسسات البحثية. مقر المجلس الرئيسي في برلين ومقر المكتب التنفيذي في مدينة كولونيا.

## مهام المجلس
يؤدي المجلس وظيفته الاستشارية بشكل رئيسي من خلال تقديم التوصيات والتي يتم نشرها وتعميمها أيضًا. هذا، ومن الممكن أن تكون تلك التوصيات موجهة إما لمؤسسات علمية فردية بعينها (مثل الجامعات والكليات التقنية والمؤسسات البحثية غير الجامعية وغيرها) أو أن تكون عمومية وشاملة لقضايا المنظومة العلمية (على سبيل المثال سياسات القبول في الجامعات وتدريب أعضاء هيئة التدريس والطب الجامعي...الخ).

### تقارير مختارة
خلال الفترة القصيرة الماضية أصدر مجلس العلوم مجموعة من التقارير والتوصيات وأوراق العمل بشأن إنشاء الجامعات (2022) وتحويل النشر العلمي إلى نظام الوصول المفتوح (2022) والتواصل العلمي (2021). في عام 2020 نشر المجلس ورقة العمل الموسومة بعنوان «زخم من أزمة COVID-19 لتطوير النظام العلمي في ألمانيا» ، والذي تم فيها تحديد ووصف عشرة تحديات للبحوث المقاومة للأزمات. وفي عام 2019 دعا المجلس إلى المزيد من الإنفاق على أبحاث السلام وحل النزاعات. وفي نفس العام (2019) أصدر المجلس تقريراً حول تطوير الطب الجامعي في ولاية شمال الراين - وستفاليا. في العام 2016 أعد مجلس العلوم ورقة عمل حول أساليب نقل المعرفة والتكنولوجيا. وفي عام 2015 أصدر المجلس ورقة عمل  بعنوان التحديات المجتمعية الكبرى، والتي يُطلق عليها عالميا مصطلح «التحديات المجتمعية» أو «التحديات الكبرى» ، دعا فيها المجلس إلى «دمج المعارف الخاصة بالجوانب البيئية والتكنولوجية والاجتماعية والثقافية والاقتصادية لعملية التحول أو المزج فيما بينها مجدداً وبأسلوب مرن.»
بالإضافة إلى ذلك، فقد تولى المجلس سلسلة من المهام الفردية على مدار الوقت، مثل:
- تقييم المؤسسات البحثية غير الجامعية وبالأخص جمعية لايبنيس وما يسمى بـ بحوث المؤسسات ويقصد بها البحوث التي تقوم بها المراكز والأقسام التابعة لبعض الجهات الحكومية.
- الاعتماد المؤسسي للجامعات الخاصة والكنسية (منذ 2001)
- تطبيق مبادرة التميز أو بالأحرى استراتيجية التميز (منذ 2005 بالاشتراك مع مؤسسة البحوث الألمانية)
- تقديم المشورة للحكومة الاتحادية وحكومات الولايات بشأن تنظيم عملية تمويل البحوث

| اللقب              | السنة | السنة |
| اللقب              | من    | حتى   |
| ------------------ | ----- | ----- |
| هيلموت كوينج       | 1958  | 1961  |
| لودفيج رايزر       | 1961  | 1965  |
| هانز لويسينك       | 1965  | 1969  |
| رايمار لوست        | 1969  | 1972  |
| ثيودور هايدهوز     | 1972  | 1976  |
| فيلهلم أ كيفينيج   | 1976  | 1979  |
| أندرياس هيلدريش    | 1979  | 1982  |
| هانز يورغن إنجل    | 1982  | 1985  |
| هاينز هيكهاوزن     | 1985  | 1987  |
| كورت كوخسيك        | 1987  | 1989  |
| ديتر سيمون         | 1989  | 1993  |
| جيرهارد نوي فايلر  | 1993  | 1994  |
| كارل هاينز هوفمان  | 1994  | 1996  |
| داغمار شيبانسكي    | 1996  | 1998  |
| فينفريد شولتزه     | 1998  | 2001  |
| كارل ماكس اينهاوبل | 2001  | 2006  |
| بيتر شتروه شنايدر  | 2006  | 2011  |
| وولفجانج ماركوارت  | 2011  | 2014  |
| مانفريد برينزل     | 2014  | 2017  |
| مارتينا بروكماير   | 2017  | 2020  |
| دوروثي فاجنر       | 2020  |       |

## البنية الإدارية والتنظيمية للمجلس
تعمل هيئة مجلس العلوم تحت رعاية الحكومة الاتحادية وحكومات الولايات. وتتكون الجمعية العمومية للمجلس من لجنتين متساويتين. تتكون اللجنة العلمية من 24 عالمًا و 8 ممثلين عن الشخصيات العامة والذين يتم تعيينهم جميعا من قبل الرئيس الألماني الاتحادي، وبحيث يتم ترشيح العلماء الـ24 بصورة مشتركة من قبل مؤسسة البحوث الألمانية، وجمعية لايبنيز، ومؤتمر رؤساء الجامعات الألمانية، ومؤسسة ماكس بلانك، جمعية هيلمهولتز وجمعية فراونهوفر. أما الممثلين الثمانية للشخصيات العامة والإجتماعية فيتم ترشيحهم بشكل مشترك من قبل الحكومة الاتحادية وحكومات الولايات. أما اللجنة الإدارية للمجلس فتتكون من ممثل واحد عن كل ولاية من الولايات الاتحادية الست عشرة بواقع صوت لكل ممثل بالإضافة إلى ستة ممثلين للحكومة الاتحادية يتمتعون بـ 16 صوتًا، بحيث يكون للجنة الإدارية ما مجموعة 32 صوتًا. وبذلك يكون مجموع عدد أعضاء اللجنتين 54 عضواً بمجموع 64 صوتاً. تُعقد الاجتماعات العامة لمجلس العلوم كل ثلاثة أشهر ويجب أن تصدر قراراتها بأغلبية الثلثين. يقع المكتب التنفيذي لمجلس العلوم في كولونيا. هناك، يعمل حوالي 100 موظف -منهم 50 من العلماء - يشرفون على عمل المجلس في هيئاته ولجانه المختلفة. يتم تعيين رئيس المجلس لمدة عام واحد في كل مرة وهو الذي يمثل المجلس العلمي خارجيًا.

## روابط من الإنترنت
- Literatur zum Wissenschaftsrat im Katalog der Deutschen Nationalbibliothek مجلس العلوم (ألمانيا) في فهرس مكتبة ألمانيا الوطنية

## قائمة المراجع
1. ↑  ROR Data (بالإنجليزية) (v1.19 ed.), 16 Feb 2023, DOI:10.5281/ZENODO.7644942, QID:Q116976023
2. ↑   https://idw-online.de/de/institution415. اطلع عليه بتاريخ 2019-09-23. {{استشهاد ويب}}: |url= بحاجة لعنوان (مساعدة) والوسيط |title= غير موجود أو فارغ (من ويكي بيانات) (مساعدة)
3. ↑  "Geschäftsordnung des Wissenschaftsrates in der vom Wissenschaftsrat am 20. Januar 2017 verabschiedeten Fassung" (pdf). Wissenschaftsrat. 20 يناير 2017. ص. 2. اطلع عليه بتاريخ 2021-02-24. {{استشهاد ويب}}: الوسيط غير المعروف |kommentar= تم تجاهله (مساعدة)
4. ↑  Probleme und Perspektiven des Hochschulbaus 2030 | Positionspapier@wissenschaftsrat.de (PDF 1 MB), Januar 2022, abgerufen 10. Februar 2022.
5. ↑  https://www.tagesspiegel.de/wissen/marode-unigebaeude-und-moderne-lehre-sanierungsstau-von-60-milliarden-euro-beim-hochschulbau/28001788.html, abgerufen 10. Februar 2022. نسخة محفوظة 2022-04-26 على موقع واي باك مشين.
6. ↑  Empfehlungen zur Transformation des wissenschaftlichen Publizierens zu Open Access@wissenschaftsrat.de (PDF 1 MB), Januar 2022, abgerufen 10. Februar 2022.
7. ↑  https://open-access.network/services/news/artikel/wissenschaftsrat-fordert-open-access-als-standard, abgerufen 10. Februar 2022. نسخة محفوظة 2022-05-11 على موقع واي باك مشين.
8. ↑  Wissenschaftskommunikation | Positionspapier@wissenschaftsrat.de (PDF 928 KB), abgerufen 10. Februar 2022.
9. ↑  https://www.jmwiarda.de/2021/11/08/bitte-schaut-%C3%BCber-den-eigenen-tellerrand-hinaus/, abgerufen 10. Februar 2022. نسخة محفوظة 2022-07-23 على موقع واي باك مشين.
10. ↑  Impulse aus der COVID-19-Krise für die Weiterentwicklung des Wissenschaftssystems in Deutschland | Positionspapier@wissenschaftsrat.de (PDF 818 KB), abgerufen 10. Februar 2022.
11. ↑  https://www.aerzteblatt.de/nachrichten/120480/Wissenschaftsrat-Zehn-Herausforderungen-fuer-krisenfeste-Forschung, abgerufen 10. Februar 2022. نسخة محفوظة 2022-02-10 على موقع واي باك مشين.
12. ↑  "Wissenschaftsrat: Bund soll Friedens- und Konfliktforschung finanziell stärken". zwd Politikmagazin. 15 يوليو 2019.
13. ↑  "Die Friedens- und Konfliktforschung stärken". gruene-fraktion-nrw.de. 8 نوفمبر 2019.
14. ↑  Stellungnahme zur Weiterentwicklung der Universitätsmedizin Nordrhein-Westfalen@wissenschaftsrat.de (PDF 5 MB), abgerufen 10. Februar 2022.
15. ↑  uni-muenster.de vom 29. Januar 2020, „Transfer ist nicht etwas für den Feierabend“, abgerufen am 24. Januar 2021 نسخة محفوظة 2022-01-31 على موقع واي باك مشين.
16. ↑  Zum wissenschaftspolitischen Diskurs über Große gesellschaftliche Herausforderungen@wissenschaftsrat.de (PDF 356 KB), April 2015, abgerufen 28. Januar 2017 نسخة محفوظة 2022-01-19 على موقع واي باك مشين.
17. ↑  Große gesellschaftliche Herausforderungen@uni-heidelberg.de, Joachim Funke, Psychologisches Institut Heidelberg, abgerufen 28. Januar 2017 نسخة محفوظة 2021-03-01 على موقع واي باك مشين.
18. ↑  "Zeitzeugen der Wendezeit, Prof. Dr. Dieter Simon (*1935) Rechtswissenschaftler". weltwissen-berlin.de.
19. ↑  "CV Wolfgang Marquardt" (PDF). Leopoldina - Nationale Akademie der Wissenschaften. (PDF)
20. 1 2  "Wagner ist neue Vorsitzende des Wissenschaftsrats". Politik & Kommunikation.
21. ↑  z. B. Hans-Heinrich Trute: Die Forschung zwischen grundrechtlicher Freiheit und staatlicher Institutionalisierung: das Wissenschaftsrecht als Recht kooperativer Verwaltungsvorgänge. Tübingen 1994, S. 704 نسخة محفوظة 2021-02-10 على موقع واي باك مشين.